# Кутумбет
Кутумбет (рос. Кутумбет) — аул у Азовському німецькому національному районі Омської області Російської Федерації.
Належить до муніципального утворення Пришибське сільське поселення. Населення становить 23 особи.

## Історія
Згідно із законом від 30 липня 2004 року органом місцевого самоврядування є Пришибське сільське поселення.

## Населення
| 2002 | 2010 |
| ---- | ---- |
| 64   | ↘23  |